# Філенко Леонід Іванович
Філенко Леонід Іванович (7 грудня 1941 , Кучерявоволодимирівка, Миколаївська область  — 13 листопада 2003 , Київ ) — український радянський архітектор, лауреат Шевченківської премії (1985)— в колективі, зокрема із Володимиром Баруленковим, член Національної спілки архітекторів України.

## Біографія
Народився 7 грудня 1941 в селі Кучерявоволодимирівка Чаплинського району. 
У 1966 закінчив архітектурний факультет Київського державного художнього інституту (тепер — Національна академія образотворчого мистецтва і архітектури).
У складі авторських колективів брав участь у розробці проектів розпланування київських житлових масивів Оболонь (1966–1968), Лівобережний (1968–1974), Теремки (1975).
Серед відомих споруд у Києві: нові корпуси Київського державного університету на просп. Академіка Глушкова, 6 (1977), Київська філія Центрального музею В. І. Леніна (1979–1982, тепер — «Український дім»), корпус архітектурного факультету Київського інженерно-будівельного інституту (1983, тепер — архітектурний факультет Київського національного університету будівництва і архітектури), готель «Хрещатик» (1985–1986).
Помер 13 листопада 2003 року в Києві.